# Tidaholms pastorat
Tidaholms pastorat är ett pastorat inom Falköpings och Hökensås kontrakt (före 2017 Hökensås kontrakt) i Skara stift. 
Pastoratet består sedan 2010 av samtliga församlingar i Tidaholms kommun.
- Tidaholms församling
- Hökensås församling
- Fröjereds församling
- Valstads församling
- Varvs församling

Pastoratskod är 030607.